# Starfield (Computerspiel)
Starfield ist ein Action-Rollenspiel des US-amerikanischen Entwicklers Bethesda Game Studios. Das Computerspiel mit Weltraum-Setting wurde am 6. September 2023 von Bethesda Softworks für Windows und Xbox Series veröffentlicht. Nach Vorstellung des Publishers stellt Starfield den Beginn eines neuen Franchise neben The Elder Scrolls und Fallout dar.
Starfield erhielt im Allgemeinen positive Kritiken, wobei insbesondere der Umfang der offenen Spielwelt, das Setting und der Soundtrack gelobt wurden, während die Handlung und die Erkundungsmechaniken die Meinungen spalteten.

## Handlung
Starfield spielt in einem vom Sonnensystem ausgehenden ca. 50 Lichtjahre weiten Areal des Weltraums, in dem sich Menschen angesiedelt haben. Um das Jahr 2310 befanden sich dort die zwei größten Fraktionen, die Vereinigten Kolonien (United Colonies) und das Freestar-Kollektiv (Freestar Collective), im Krieg miteinander. Die Handlung spielt zu Zeiten eines instabilen Friedens, 20 Jahre nach den Ereignissen des Kolonialkriegs. Protagonist des Spiels ist ein vom Spieler erstellbarer Charakter (männlich, weiblich oder divers), der der Constellation, einer Organisation von Weltraumforschern, angehört. Constellation ist auf der Suche nach mysteriösen Relikten, deren Herkunft unbekannt ist und von denen eine nicht erklärbare Energie ausgeht.

## Spielmechanik
Gelenkt wird im Spiel ein Stiller Protagonist, der sich zu Beginn des Spiels anpassen lässt. Dazu gehört neben Geschlecht, Körpertyp und Aussehen unter anderem auch die persönliche Vorgeschichte. Durch die Auswahl der Vorgeschichte des Protagonisten werden drei Startfähigkeiten freigeschaltet. Zusätzlich lassen sich bis zu drei Eigenschaften auswählen, welche spezielle Vor- und Nachteile besitzen. Beispielsweise gewährt die Eigenschaft „Introvertiert“ mehr Ausdauer, wenn er alleine reist, verringert jedoch ihre Ausdauer, wenn er mit Begleitern unterwegs ist. Gewählte Eigenschaften lassen sich durch Quests oder bestimmte Aktionen zurücksetzen. Der Spielercharakter lässt sich in der Ego- und Third-Person-Perspektive steuern.
Bei einer ersten Gameplay-Vorstellung im Juni 2022 verkündete Direktor Todd Howard, dass die Spielwelt aus über 100 Planetensystemen mit über 1000 Planeten und einer unbestimmten Anzahl von Monden und Raumstationen besteht, die erkundet werden können. Die Planeten sollen außerdem individuell ansteuerbar sein und das Starfield somit über eine Offene Spielwelt verfügen. Von den über 1000 Planeten werden 10 % mit Lebensformen besiedelt.
Die Spieler beeinflussen mit ihren Entscheidungen, wie sich Nicht-Spieler-Charakter (NPCs) zum Spielercharakter verhalten. Spieler können verschiedene NPCs als Crewmitglieder rekrutieren, diese auf selbst errichteten Außenposten stationieren oder mit ihnen engere Beziehungen eingehen. Jeder Begleitcharakter verfügt über charakteristische Fähigkeiten. Der Spielercharakter selbst verfügt über fünf Fähigkeitsbäume: Körperlich, Sozial, Kampf, Wissenschaft und Technik. Während der Spieler Fortschritte macht, levelt er auf und darf zusätzliche Fähigkeiten freischalten, die Boni oder neue Spielmechaniken gewähren. Beispielsweise gewährt die Fähigkeit „Ballistik“ erhöhten Schaden eigener Waffen und „Dieb“ den Taschendiebstahl an NPCs.
Die meisten Waffen sind anpassbar, was Einfluss auf ihre Effektivität hat. Der Spieler kann (ggf. muss) Jetpacks ausrüsten, die ihn sowohl im Kampf als auch beim Durchqueren unpassierbarer oder herausfordernder Umgebungen unterstützen. Bei der Landung auf einem Himmelskörper variiert die auf den Spieler wirkende Gravitationskraft je nach der Masse des Körpers. Dies kann sich auch auf Kämpfe auswirken.
In selbst errichteten Außenposten können Spieler Labore einrichten, um herstellbare Gegenstände und Upgrades zu erforschen, die in fünf Kategorien unterteilt sind: Pharmakologie, Essen und Trinken, Außenpostenentwicklung, Ausrüstung und Waffen. Außenposten können aus der Ego-Perspektive und einer isometrischen Perspektive errichtet werden. Spieler können bei verschiedenen Raumhäfen Raumschiffe bauen, kaufen, verkaufen, reparieren, modifizieren und befehligen. Größere Raumschiffe verfügen über eine größere Lagerkapazität und einen größeren Wohnraum, haben jedoch eine geringere Höchstgeschwindigkeit und eine kürzere maximale Reichweite. Raumschiffe verfügen über ein Energiezuteilungssystem, bei dem die Spieler priorisieren müssen, welche Systeme zu einem bestimmten Zeitpunkt Energiemengen erhalten. So kann ein Spieler während Weltraumkämpfen den Waffensystemen seines Schiffs Energie zuweisen. Es können sowohl feindliche als auch friedliche, von NPCs gesteuerte, Raumschiffe betreten oder geentert und geplündert oder mit ihnen Handel getrieben werden. Vor der Landung auf einem Planeten kann ein Spieler Planeten scannen, um deren natürliche Ressourcen anzuzeigen. Auf diesen müssen Rohstoffe abgebaut werden, um Aufgaben zu erfüllen oder Ausrüstungen zu erhalten oder zu verbessern.

## Hintergrund
Die Bethesda Game Studios beschäftigten sich bereits seit den 90er Jahren mit Weltraum-Spielen. Sie hatten kurzzeitig die Rechte inne, ein Spiel basierend auf dem Pen-&-Paper-Rollenspiel Traveler zu entwickeln, doch verloren diese wieder. Das im Jahr 1994 von Bethesda veröffentlichte Science-Fiction-Spiel Delta V war ein Produkt jener Entwicklungen. In den 2000er Jahren hatte Bethesda laut Aussage von Todd Howard die Rechte an der Verwirklichung eines Star-Trek-Computerspiels inne, doch wurde das damalige Projekt nicht weiter verfolgt. Die Lizenz wurde stattdessen zur Veröffentlichung des Spiels Star Trek: Legacy genutzt.
Obwohl Bethesda weiterhin ein Science-Fiction-Spiel verwirklichen wollte und konkrete Gameplay-Ideen hatten, suchten sie eigener Aussage zufolge noch nach einer herausragenden Handlung, einem guten Konzept, um dem Spiel ein Alleinstellungsmerkmal unter den bisher erschienenen Science-Fiction-Videospielen zu verleihen. Inspiration fanden sie laut Eigendarstellung bei NASA-Weltraummissionen und in der Frage, wie sich die Raumfahrt bis zum 24. Jahrhundert weiterentwickeln würde. Im Jahr 2013 ließen die Studios den Namen Starfield markenrechtlich schützen.

## Entwicklung
Nach der Veröffentlichung von Fallout 4 begann Ende des Jahres 2015 die Entwicklung von Starfield.
Die meisten Landschaften im Spiel wurden während der Entwicklungsphase prozedural generiert. Anschließend wurden die meisten von ihnen modifiziert und um sie herum wurden handgefertigte Inhalte entwickelt. Das bedeutet, die Inhalte des fertigen Spiels sind nicht direkt prozedural vom Spiel generiert, sondern von den Entwicklern vorgefertigte Karten. Bei der Vielzahl von Welten und nur einiger weniger Assets, die zu ihrer Generierung verwendet werden, fiel einigen Kritikern die Gleichförmigkeit der generierten Welten auf.
Die größte Stadt im Spiel, New Atlantis, ist die größte fiktive Stadt, die Bethesda jemals gestaltet hat. Starfield ist zwar das erste Spiel von Bethesda, das mit der Creation Engine 2 erstellt wurde, doch handelt es sich dabei nicht um eine Neuentwicklung, sondern um eine vor allem grafische Erweiterung. Kritiker bemängelten Bugs und Glitches in Starfield, die es auch schon in Skyrim gegeben hat, und führten diese auf die Creation Engine zurück. Außerdem wurde auch bemängelt, dass bestimmte Features von Mods aus der Community schneller bereitgestellt werden können als vom Entwickler selbst.
Der Soundtrack stammt von Komponist Inon Zur.

## Synchronisation (Auswahl)
Die deutsche Vertonung entstand bei der Keywords Studios Germany GmbH in Hamburg (ehemals Synthesis Deutschland GmbH).
Es wurden über 100 Synchronsprecher, hauptsächlich aus dem Hamburger, Offenbacher, aber auch Berliner-Raum, verpflichtet.
| Rolle                                | Englischer Sprecher     | Deutscher Sprecher   |
| ------------------------------------ | ----------------------- | -------------------- |
| Kelton Frush                         | John Eric Bentley       | Gilles Karolyi       |
| Walter Stroud                        | Armin Shimerman         | Martin Sabel         |
| Commander Kibwe Ikande               | Ike Amadi               | Daniel Welbat        |
| Commander Vincent Woodard            | Erik Braa               | Dirk Hardegen        |
| Emmett Goodman                       | Keith Ferguson          | Dirk Hardegen        |
| Dmitri Moldavski                     | Christopher Corey Smith | Guido Zimmermann     |
| Angelo „Gel“ Alonso                  | Paul Jerome             | Monty Arnold         |
| Mathis Castillo                      | Christopher Lee Parson  | Jens Wendland        |
| Henrik Zuran                         | Sal Viscuso             | Michael Bideller     |
| Jacob Coe                            | Kent McCord             | Gordon Piedesack     |
| Dr. Lorelei Da Costa                 | Cherise Boothe          | Katja Brügger        |
| Dr. Titus Cassidy                    | Mitch Poulos            | Erik Schäffler       |
| Bennu St. James                      | Mike Batayeh            | Nicolas König        |
| Larry Dumbrosky                      | Stephen Russell         | Christian Rudolf     |
| Alter Mann / Bürger von New Atlantis |                         | Joscha Fischer-Antze |

## Marketing und Veröffentlichung
Das Spiel wurde Mitte 2018 der Öffentlichkeit angekündigt. Zeitgleich war die Vorproduktion abgeschlossen. Im Juni 2021, während der E3, erschien der erste Trailer mit dem auch das Veröffentlichungsdatum von Starfield bekannt gegeben wurde. Im Mai 2022 erklärte der Publisher den ursprünglich geplanten Erscheinungstermin nicht einhalten zu können, als neuer Veröffentlichungszeitpunkt wurde die erste Jahreshälfte 2023 genannt. Im Juni 2022 wurde ein erster Gameplay-Trailer veröffentlicht. Im März 2023 wurde als Veröffentlichungsdatum der 6. September 2023 angegeben.
Im Juni 2023 präsentierte Bethesda ein etwa 45-minütiges Gameplayvideo. Neben einer Grundversion des Spiels gibt es mit der Digital Premium Edition eine höherpreisige Version von Starfield, die ein DLC namens Shattered Space sowie verschiedene Bonusmaterialien beinhaltet. Käufer der Premium-Edition können bereits am 1. September 2023 auf das Spiel zugreifen. Angeboten wird außerdem ein Xbox-Controller und ein Headset im Starfield-Design.

## Bewertungen
In der Presse fielen die Wertungen für Starfield überwiegend positiv aus. OpenCritic aggregierte aus 155 Bewertungen einen Gesamtwert von 84 aus 100.
Matthias Kreienbrink vom Spiegel erklärte nach 25 Stunden Spielzeit, dass das Spiel in seinen Ausmaßen gigantisch sei und es an „jeder Ecke“ zeige, „wie viel Arbeit“ Bethesda „über viele Jahre“ in die Entwicklung gesteckt habe. Man könne sich zwar Monate mit Starfield beschäftigen, jedoch sei ihm bereits bei 25 Stunden nicht jede Stunde davon im Gedächtnis geblieben. Man werde beim Spielen „mit Aufgaben zugeballert“. Im Spiel gebe es außerdem so viele Dinge zu konfigurieren und einzusammeln, dass es wie eine „Last“ vorkommt. Auch fragte er sich bei der 20. Erkundung eines Planeten, der verwaist und leer war und ihm damit redundant vorkam, „warum das alles?“. Die „wirklich interessanten Orte des Spiels seien markiert und meist Teil der Geschichte oder einer Nebenmission.“ Alles Andere wirke vor allem wie „Füllmaterial“.
Andere erklärten Starfield zu einem typischen Bethesda-Spiel – sehen in den Stärken und Schwächen von Starfield die gleichen, die angeblich schon andere Bethesda-Spiele, wie The Elder Scrolls V: Skyrim, Fallout 4  und Fallout 76 geprägt haben.
Die Geschichte und die Charaktere des Spiels spalteten die Kritiker. IGN lobte den Aufbau der Welt, die Anzahl der interessanten NPC und erklärte, dass die Nebenquests dynamisch genug seien, um dem Spieler ein langes Spielerlebnis zu liefern. Auf der anderen Seite beschrieb Digital Trends die Charaktere als enttäuschend eintönig, lobte jedoch die abwechslungsreichen Nebenquests, während TechRadar die Hauptstory als „seelenlos“ bewertete. Auch die Umsetzung der Weltraumerkundung löste gemischte Reaktionen aus. PC Gamer kam zu dem Urteil, dass sich das Spiel „nicht wie ein großes Abenteuer anfühlt“ und kritisierte, dass die Raumfahrt zu sehr auf Ladebildschirme und schnelle Reisen zwischen Planeten angewiesen sei. Digital Trends beklagte einen mangelnden Tiefgang des Spiels und sich wiederholende Planeten.
Gene Park von der Washington Post lobte den immensen Umfang, die damit verbundene technische Umsetzung, die Bandbreite an Charakteren, die Haupt- und Nebenquests (die oft unterschiedliche Herangehensweisen erfordern) und die Freiheit, die dem Spieler zugestanden wird.
Paul Tassi von Forbes bewertete das Spiel sehr positiv und erklärte: „Aber wenn Sie ein riesiges Bethesda-RPG im Weltraum mit besseren Kämpfen und viel Zeit zum Leveln und Bauen sowie zum Erkunden und Finden von Geheimnissen wollten, dann ist dies genau das Richtige.“